# Dorota Rabczewska

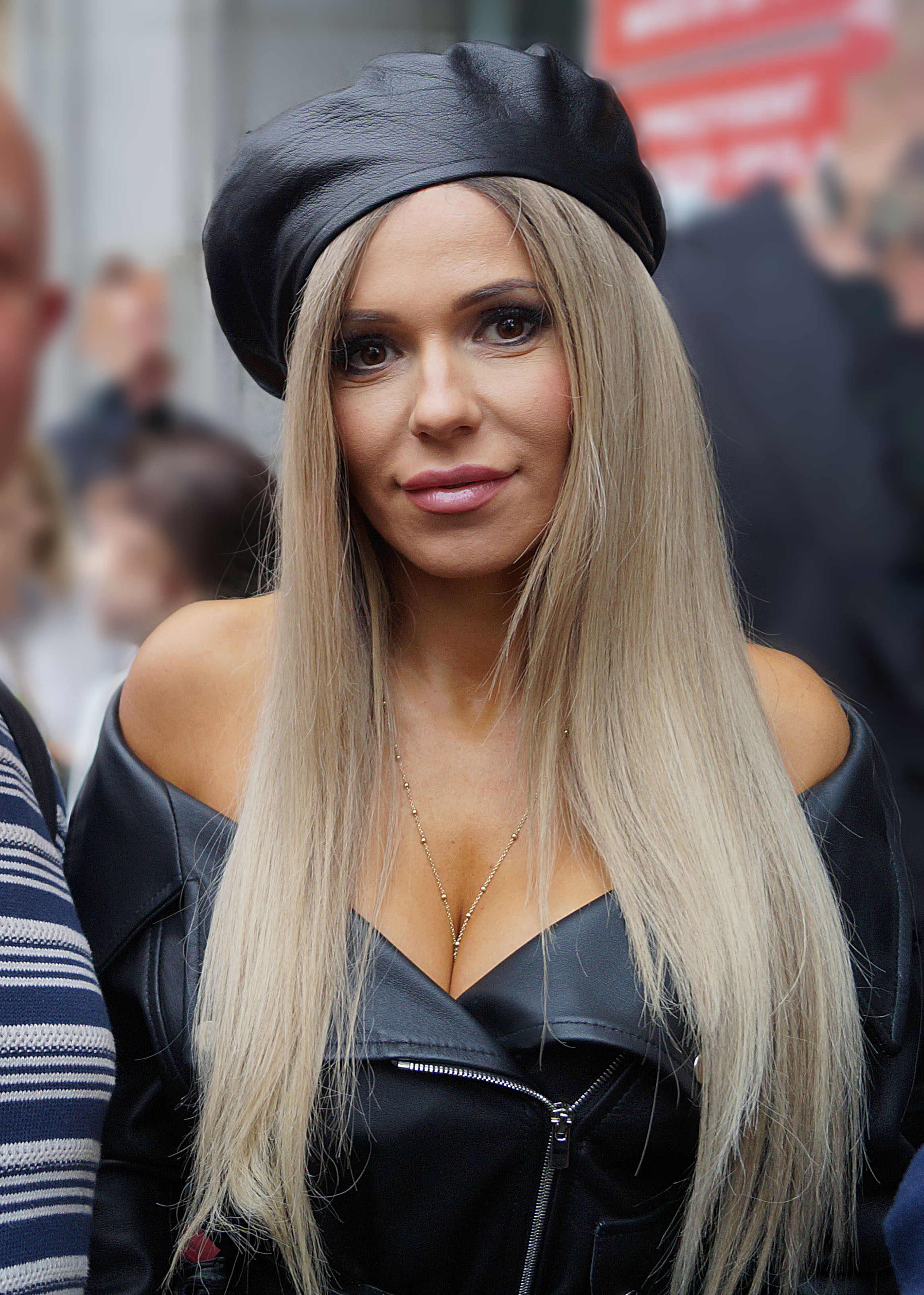
Doda (2017)

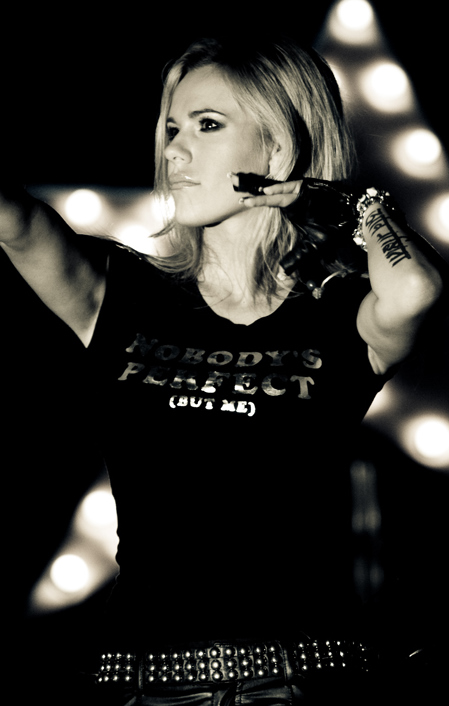
Doda (2008)

Dorota Aqualiteja Rabczewska  (* 15. Februar 1984 in Ciechanów), bekannt als Doda oder Doda Elektroda, ist eine polnische Pop-Sängerin und Rock-Songwriterin.

## Leben und Karriere
Dorota Rabczewska ist die Tochter des Gewichthebers Paweł Rabczewski. Sie betätigte sich früh sportlich in der Leichtathletik (Weitsprung, Hochsprung und 100-Meter-Lauf). Im Weitsprung wurde sie Dritte der polnischen Meisterschaft. Mit 13 Jahren fing sie an, Theater zu spielen und Gesangsstunden zu nehmen. Von 1998 bis 2000 war sie als Schauspielerin in dem Musical-Theater Buffo zu sehen.
Bekannt wurde Rabczewska im Jahr 2000 als Teilnehmerin der Reality-Show Bar. Sie wurde im selben Jahr noch als Sängerin für die Gruppe Virgin gecastet. Rabczewska war Frontfrau der Gruppe bis zu ihrer Auflösung im Jahr 2007. Im selben Jahr erschien ihr erstes Soloalbum. Sowohl ihr erstes Album Diamond Bitch (2007) als auch das zweite Album 7 pokus głównych (2011) wurden mit einer Platin-Schallplatte ausgezeichnet, ebenso die Single Riotka (2014). Die Single Nie pytaj mnie erhielt eine Goldene Schallplatte.
Auch das Album Aquaria wurde 2022 mit Platin ausgezeichnet, ebenso wie ihre im gleichen Jahr veröffentlichten Singles Fake Love und Melodia ta.
Sie ist Mitglied der Vereinigung der Autoren ZAiKS und des Verbandes der Mensa Polen.

## Gerichtsverfahren
2012 wurde sie zu einer Geldstrafe in Höhe von 1200 Euro verurteilt, weil sie in einem Interview 2009 erklärt habe, dass sie nicht an die Bibel glaube, weil diese „von einem mit Wein besoffenen Typen, der auch noch irgendwelche Kräuter geraucht hat,“ geschrieben worden sei. Sie wurde von zwei Mitgliedern der nationalkonservativen Partei Prawo i Sprawiedliwość wegen der Verletzung von religiösen Gefühlen verklagt. Der Schuldspruch wurde vor dem polnischen Verfassungsgerichtshof überprüft und bestätigt. Daraufhin klagte die Sängerin vor dem Europäischen Gerichtshof für Menschenrechte, der das Urteil 2022 kassierte, weil es der Meinungsfreiheit zuwiderlaufe. Der Sängerin wurde eine Entschädigung von 10.000 Euro zugesprochen, die der polnische Staat zu zahlen habe.

## Privatleben
Von 2005 bis 2008 war sie mit dem Fußballtorhüter Radosław Majdan von Polonia Warschau verheiratet.
Am 9. Mai 2009 wurde bekannt, dass sie eine Beziehung mit dem Sänger und Gitarristen der polnischen Death-Metal-Band Behemoth, Adam „Nergal“ Darski, hat. Am 1. Januar 2010 verlobten sie sich. Im April 2011 gaben sie ihre Trennung bekannt.

## Diskografie

### Alben
| Jahr | Titel              | Höchstplatzierung, Gesamtwochen, AuszeichnungChartsChartplatzierungen (Jahr, Titel, Platzierungen, Wochen, Auszeichnungen, Anmerkungen) | Anmerkungen                            |
| Jahr | Titel              | PL | Anmerkungen                            |
| ---- | ------------------ | --- | -------------------------------------- |
| 2007 | Diamond Bitch      | PL1 Platin · (30 Wo.)PL | Erstveröffentlichung: 27. Juli 2007    |
| 2011 | 7 pokus głównych   | PL4 Platin · (12 Wo.)PL | Erstveröffentlichung: 30. Mai 2011     |
| 2014 | Fly High Tour Live | PL17 (2 Wo.)PL | Erstveröffentlichung: 14. März 2014    |
| 2019 | Dorota             | PL4 (6 Wo.)PL | Erstveröffentlichung: 25. Januar 2019  |
| 2022 | Aquaria            | PL3 ×3Dreifachplatin · (11 Wo.)PL | Erstveröffentlichung: 21. Oktober 2022 |

### Singles
| Jahr | Titel Album                 | Höchstplatzierung, Gesamtwochen, AuszeichnungChartsChartplatzierungen (Jahr, Titel, Album, Platzierungen, Wochen, Auszeichnungen, Anmerkungen) | Anmerkungen                                        |
| Jahr | Titel Album                 | PL | Anmerkungen                                        |
| --- | --------------------------- | --- | -------------------------------------------------- |
| 2021 | Fake Love Aquaria           | PL6 Platin · (11 Wo.)PL | Erstveröffentlichung: 26. Dezember 2021            |
| 2022 | Melodia ta Aquaria          | PL4 ×4Vierfachplatin · (21 Wo.)PL | Erstveröffentlichung: 6. Juli 2022                 |
| 2023 | Nim Zajdzie Słońce –        | PL1 ×3Dreifachdiamant · (57 Wo.)PL | Erstveröffentlichung: 10. August 2023 mit Smolasty |
| Folgende Lieder erschienen nicht als Single, wurden aber durch das Album zum Download und Streaming bereitgestellt und konnten somit eine Platzierung erlangen: |                             | |                                                    |
| |                             | |                                                    |
| 2023 | Zatańczę Z Aniołami Aquaria | PL63 (1 Wo.)PL |                                                    |

Weitere Singles
- 2007: Katharsis
- 2007: To jest to
- 2008: Nie daj się
- 2009: Rany
- 2009: Dziękuję
- 2010: Bad Girls
- 2011: XXX
- 2012: Kac Wawa
- 2012: Twa Energia (& Dżaga)
- 2012: Fuck it
- 2012: Titanium
- 2013: Electrode
- 2013: Wkręceni (High life)
- 2014: Hej-(Virgin)
- 2014: Riotka (PL: Platin)
- 2015: Not over you
- 2015: Nie pytaj mnie (PL: Gold)
- 2018: Nie wolno płakać
- 2019: Nie mam dokąd wracać
- 2021: Don’t Wanna Hide (PL: Gold)
- 2022: Wodospady (PL: Gold)

## Auszeichnungen für Musikverkäufe
| 2× Platin-Schallplatte - Polen - 2024: für das Lied Nie żałuję |

Anmerkung: Auszeichnungen in Ländern aus den Charttabellen bzw. Chartboxen sind in ebendiesen zu finden.
| Land/RegionAuszeichnungen für Musikverkäufe (Land/Region, Auszeichnungen, Verkäufe, Quellen) | Gold     | Platin       | Diamant     | Verkäufe  | Quellen |
| -------------------------------------------------------------------------------------------- | -------- | ------------ | ----------- | --------- | ------- |
| Polen (ZPAV)                                                                                 | 3× Gold3 | 13× Platin13 | 3× Diamant3 | 1.275.000 | olis.pl |
| Insgesamt                                                                                    | 3× Gold3 | 13× Platin13 | 3× Diamant3 |           |         |

## Tourneen
- Diamond Tour (2007–2010)
- Rock’n’Roll Palace Tour (2010–2011)
- The Seven Temptations Tour (2011–2013)
- Fly High Tour (2013–2015)
- Anty tour (2014–2018)
- Riotka Tour (2015–2018)
- Doda z Orkiestrą (2019–2020)
- Aquaria Tour (2023–2024)

## Fernsehen und Filme
- 2006: Asterix und die Wikinger (Astérix et les Vikings) (Synchronisation der polnischen Fassung Asterix i wikingowi)
- 2008: Serce na dłoni
- 2017: Daleko od noszy. Reanimacja (Synchronisation)
- 2018: Pitbull. Ostatni pies
- 2021: Die Mädchen aus Dubai (Dziewczyny z Dubaju)
- 2022: Doda. 12 kroków do miłości (Fernsehprogramm)
- 2023: Doda. Dream Show (Fernsehprogramm)

## Auszeichnungen
Preise und Nominierungen
| Jahr | Zeremonie                                                  | Kategorie | Ergebnis  |
| ---- | ---------------------------------------------------------- | --- | --------- |
| 2002 | Fryderyki                                                  | Debut of year | Nominiert |
| 2006 | „Jetix Kids Awards“                                        | favorite public figure | Gewonnen  |
| 2006 | „eska music awards“                                        | artist of the year | Gewonnen  |
| 2007 | VIVA! Fine 2006                                            | General | Nominiert |
| 2007 | „Diamentowe stringi“                                       | most shapely ass | Gewonnen  |
| 2007 | Telekamery Tele Tygodnia 2007                              | Music | 2. Platz  |
| 2007 | Bravoora 2006                                              | Artist of year | Gewonnen  |
| 2007 | Bravoora 2006                                              | Pop group of year | 3. Platz  |
| 2007 | Micros POPCORN 2006                                        | Poland - Band of year | Gewonnen  |
| 2007 | Micros POPCORN 2006                                        | Poland - Hit of year | Gewonnen  |
| 2007 | Micros POPCORN 2006                                        | Polish - Artist of year | 3. Platz  |
| 2007 | Świry 2007                                                 | Świr music | Gewonnen  |
| 2007 | Świry 2007                                                 | Most popular HIT | Nominiert |
| 2007 | Świry 2007                                                 | Super Świr | Nominiert |
| 2007 | Złote Dzioby 2007                                          | Mediumistic personality | Gewonnen  |
| 2007 | Złote Dzioby 2007                                          | Artist of year | Nominiert |
| 2007 | Złote Dzioby 2007                                          | Video clip of year - Katharsis                                                                                                 | Gewonnen  |
| 2007 | VIVA! Fine 2007                                            | Generally | Nominiert |
| 2008 | „eska music awards“                                        | artist of the year | Nominiert |
| 2008 | „eska music awards“                                        | music video of the year „katharsis“                                                                                            | Nominiert |
| 2008 | „złote dzioby“                                             | vocalist of the year | Gewonnen  |
| 2008 | „złote dzioby“                                             | music video of the year „nie daj się“                                                                                          | Gewonnen  |
| 2008 | „złote dzioby“                                             | hit of the year „nie daj się“                                                                                                  | Nominiert |
| 2008 | Telekamery Tele Tygodnia 2008                              | Music | 2. Platz  |
| 2008 | Video clip of year 2007 - Onet.pl                          | Video clip of the year - Katharsis                                                                                             | 2. Platz  |
| 2008 | Świry 2008                                                 | Świr music | Gewonnen  |
| 2008 | Świry 2008                                                 | Super świr | Gewonnen  |
| 2008 | Superjedynki 2008                                          | Artist of year | Gewonnen  |
| 2008 | Superjedynki 2008                                          | Album of year | Nominiert |
| 2008 | Sopot Hit Festival                                         | Polish Hit Summer 2008 | Gewonnen  |
| 2008 | „viva fine“                                                | most beautiful Polish women | Nominiert |
| 2008 | Plebiscyt interia.pl                                       | music video of the year „katharsis“                                                                                            | Gewonnen  |
| 2008 | „toptrendy 2008“                                           | best-selling album 2007 „Diamond bitch“                                                                                        | 6. Platz  |
| 2008 | „KFPP w Opolu“                                             | Award photographers and journalists                                                                                            | Gewonnen  |
| 2009 | Telekamery Tele Tygodnia 2009                              | Music | 3. Platz  |
| 2009 | Telekamery Tele Tygodnia 2009                              | People In Shows (Jury von Gwiazdy tańczą na lodzie)                                                                            | 4. Platz  |
| 2009 | Bravoora 2008                                              | Singer | 3. Platz  |
| 2009 | Bravoora 2008                                              | Polish Star of year | 2. Platz  |
| 2009 | „micros popcorn“                                           | vocalist of the year | Gewonnen  |
| 2009 | „micros popcorn“                                           | hit of the year „nie daj się“                                                                                                  | 3. Platz  |
| 2009 | „OGAE video contest 2009“                                  | contest video | 3. Platz  |
| 2009 | „Ogae video contest 2009“                                  | Polish qualifier for the video                                                                                                 | Gewonnen  |
| 2009 | „świry“                                                    | event of the year | Gewonnen  |
| 2009 | „świry“                                                    | hit of the year | Nominiert |
| 2009 | „plebiscyt Onet.pl“                                        | summer hit „dziękuję“ | Gewonnen  |
| 2009 | „plebiscyt party“                                          | hero party | Gewonnen  |
| 2009 | „plebiscyt interia.pl“                                     | music video of the year | Gewonnen  |
| 2009 | „plebiscyt interia.pl“                                     | Poland sexiest star | Gewonnen  |
| 2010 | Eska Music Awards 2010                                     | Video Clip of the Year - Rany                                                                                                  | Gewonnen  |
| 2010 | „Polish hit of the decade“                                 | pop song of the decade „nie daj się“                                                                                           | Gewonnen  |
| 2010 | „Polish hit of the decade“                                 | hit of the decade „katharsis“                                                                                                  | Gewonnen  |
| 2010 | „Polish hit of the decade“                                 | artist of the decade | 5. Platz  |
| 2010 | „rumors year 2009“                                         | journalists’ award | Gewonnen  |
| 2010 | „rumors year 2009“                                         | star of the year | 2nd       |
| 2010 | 47.KFPP w Opolu                                            | Award photographers and journalists                                                                                            | Gewonnen  |
| 2010 | „plebiscyt party“                                          | couple of year | Gewonnen  |
| 2010 | „plebiscyt party“                                          | hero party | Nominiert |
| 2010 | „viva fine“                                                | most beautiful Polish woman | Nominiert |
| 2010 | „Róże gali“                                                | Special Award gala | Gewonnen  |
| 2010 | „OGAE Video Contest 2010“                                  | Polish qualifier for the video                                                                                                 | Nominiert |
| 2011 | Bravoora 2010                                              | Singer | Gewonnen  |
| 2011 | „micros popcorn“                                           | personality of the year | Gewonnen  |
| 2011 | „Bravoora“                                                 | star two decades | 2. Platz  |
| 2011 | „successful year“                                          | Leader of the Year 2010 in Health Care - Charity                                                                               | Gewonnen  |
| 2011 | „star Charity“                                             | Involvement in social program                                                                                                  | Gewonnen  |
| 2011 | „oskary fashion“                                           | best dressed singer | Gewonnen  |
| 2011 | „rumors year 2010“                                         | Event of the year (social action for the benefit of patients with leukemia)                                                    | Gewonnen  |
| 2011 | „rumors year 2010“                                         | star of the year | Gewonnen  |
| 2011 | „plebiscyt glamour“                                        | the woman glamour | Gewonnen  |
| 2011 | My youtube                                                 | - | Gewonnen  |
| 2011 | „plejada top ten“                                          | singer | Gewonnen  |
| 2011 | „Best Dressed Poles in 2011“                               | the biggest impression | Gewonnen  |
| 2011 | „European Polonia Festival“                                | the best singer | Gewonnen  |
| 2011 | „ekscecy 2011“                                             | eksces damski | Nominiert |
| 2011 | "OGAE Video Contest 2011 - Polish representative selection | Polish qualifier for the contest Video („Bad Girls“)                                                                           | Nominiert |
| 2011 | "OGAE Video Contest 2011 - Polish representative selection | Polish qualifier for the contest Video („Bad Girls“)                                                                           | Nominiert |
| 2011 | „EVMA“                                                     | European best video („Bad Girls“)                                                                                              | Gewonnen  |
| 2011 | „Plebiscyt Interia.pl“                                     | music video of the year | 3. Platz  |
| 2011 | „niegrzeczni 2011“                                         | naughty singer | Nominiert |
| 2011 | „niegrzeczni 2011“                                         | naughty song („XXX“) | Nominiert |
| 2012 | Bravoora 2011                                              | Singer | 2. Platz  |
| 2012 | osobowości roku 2011                                       | Personality 2011 | Gewonnen  |
| 2012 | niegrzeni 2012                                             | naughty song (fuck it) | 5. Platz  |
| 2013 | „Bravoora“                                                 | singer of the year | Nominiert |
| 2013 | Róże gali                                                  | music for the (fly high tour)                                                                                                  | Nominiert |
| 2013 | „alladyn“                                                  | Charity work | Gewonnen  |
| 2014 | „niegrzeczni 2014“                                         | naughty singer | Nominiert |
| 2014 | „world music awards“                                       | the best singer | Nominiert |
| 2014 | „world music awards“                                       | the best song (”Singing in the Chains”)                                                                                        | Nominiert |
| 2014 | „world music awards“                                       | „the best artist“ | Nominiert |
| 2014 | „world music awards“                                       | Best Artist Concert | Nominiert |
| 2015 | „Przebój lata RMF FM 2015“                                 | summer hit (nie pytaj mnie) | Nominiert |
| 2015 | „plebiscyt party.pl“                                       | artist of the year | Gewonnen  |
| 2015 | „Plebiscyt party.pl“                                       | hit of the year (riotka) | Gewonnen  |
| 2016 | „fryderyki 2016“                                           | music video of the year | Nominiert |
| 2016 | 53.KFPP w Opolu                                            | Grand prix audience (nie daj sie)                                                                                              | Nominiert |
| 2016 | 53.KFPP w Opolu                                            | Platynowa telekamera | Gewonnen  |
| 2016 | „Daf Bama music awards“                                    | the best video | Gewonnen  |
| 2016 | „Daf Bama music awards“                                    | The Best Polish singer 2016 | Gewonnen  |
| 2016 | „Plebiscyt Party.pl“                                       | Künstler des Jahres | Gewonnen  |
| 2016 | „Grabarynki 2016“                                          | Die besten Stiefel | Gewonnen  |
| 2016 | „Plebiscyt super expres“                                   | Künstler 25 Jahre | Nominiert |
| 2016 | „Plebiscyt super expres“                                   | Special awards | Gewonnen  |
| 2016 | „Polish LGBT Awards“                                       | Kategorie Musik | Nominiert |
| 2017 | Tygodnik Nowodworski                                       | „Nagroda Specjalna Redaktora Naczelnego za nieocenioną i bezinteresowną pomoc ciężko choremu Filipkowi Ulańskiemu w 2015 roku“ | Gewonnen  |
| 2017 | Gwiazdy Plejady 2017                                       | Superstar Plejady | Gewonnen  |

| Jahr | Zeremonie               | Kategorie               | Ergebnis |
| ---- | ----------------------- | ----------------------- | -------- |
| 2007 | MTV Europe Music Awards | Bester Polnischer Act   | Gewonnen |
| 2009 | MTV Europe Music Awards | Bester Polnischer Act   | Gewonnen |
| 2009 | MTV Europe Music Awards | Bester Europäischer Act | 2. Platz |
| 2011 | MTV Europe Music Awards | Bester Polnischer Act   | 2. Platz |

| Jahr | Zeremonie  | Kategorie                    | Ergebnis  |
| ---- | ---------- | ---------------------------- | --------- |
| 2007 | VIVA Comet | Künstlerin des Jahres        | Gewonnen  |
| 2007 | VIVA Comet | Chart Awards                 | Nominiert |
| 2007 | VIVA Comet | Handybild des Jahres         | Gewonnen  |
| 2007 | VIVA Comet | Musikvideo des Jahres        | Gewonnen  |
| 2008 | VIVA Comet | Künstlerin des Jahres        | Gewonnen  |
| 2008 | VIVA Comet | Planet VIVA – Charts Awards  | Gewonnen  |
| 2008 | VIVA Comet | Handybild des Jahres         | Gewonnen  |
| 2008 | VIVA Comet | Musikvideo des Jahres        | Gewonnen  |
| 2010 | VIVA Comet | Musikvideo des Jahres        | Gewonnen  |
| 2010 | VIVA Comet | Künstler des Jahrzehnts      | Gewonnen  |
| 2010 | VIVA Comet | Lied des Jahrzehnts (Virgin) | Gewonnen  |
| 2011 | VIVA Comet | Künstlerin des Jahres        | Gewonnen  |
| 2012 | VIVA Comet | Musikvideo des Jahres        | Gewonnen  |